# Aeroportul Wangaratta
Aeroportul Wangaratta (IATA: WGT, ICAO: YWGT) este un aeroport din Victoria, Australia.
Situat la o altitudine de 152 m, aeroportul dispune de o singură pistă. Este operat de Rural City of Wangaratta⁠(d).